# Carlos Valencia
Carlos Valencia, de son nom complet Carlos Alberto Valencia Paredes, né le 28 avril 1989 à Florida, est un footballeur colombien. Il évolue au poste de défenseur latéral ou de milieu de terrain au Millonarios FC.

## Biographie
Carlos Valencia commence le football dans son pays, au Club Deportivo Independiente San Joaquin, entraîné par l'ancien international hondurien José Luis Cruz. Il quitte son pays natal à l'âge de quinze ans pour rejoindre l'Argentine et le club de River Plate. Valencia joue initialement au poste de milieu offensif, mais est replacé défenseur latéral gauche lorsqu'il intègre le groupe professionnel de son club.
Il débute en pro le 10 novembre 2007 à l'occasion de la défaite de son équipe 2-1 face au CA Huracán, en jouant la totalité du match. Il intéresse plusieurs clubs français en janvier 2008 et rejoint finalement le Dijon Football Côte-d'Or. Il joue son premier match en France le 4 avril. Il rejoint au début de l'année 2009 l'Estudiantes de La Plata, et inscrit le premier but de sa carrière cinq mois plus tard. Il rejoint Godoy Cruz, un autre club argentin en août 2009. Son contrat est résilié quatre mois plus tard.
Il rejoint le Rubin Kazan, puis le Club Sportivo Luqueño en prêt. Après une quinzaine de matchs au Paraguay, il rejoint le club du Portimonense SC au Portugal. Il ne joue aucun match et rentre en Colombie, en signant au Deportivo Cali. Après trois matchs seulement, il s'engage dans un autre club, l'Atlético Huila. Il retente en 2012-2013 puis en 2013-2014 dans les autres pays d'Amérique du Sud, en Argentine au Chacarita Juniors puis au Chili au Deportes Copiapó. Il rejoint à l'été 2014 un nouveau club colombien, l'Independiente Medellín.

## Palmarès
Vierge